# Diamond in the Rough (Jessi Colter)
Diamond in the Rough è un album della cantante statunitense Jessi Colter, pubblicato dall'etichetta discografica Capitol nel 1976.
L'album è prodotto da Ken Mansfield e Waylon Jennings, che curano gli arrangiamenti. L'interprete ha partecipato alla composizione dei brani, fra i quali compaiono Hey Jude e Get Back, entrambi cover dei Beatles.
Dal disco viene tratto il singolo I Thought I Heard You Calling My Name.

## Tracce

### Lato A
1. Diamond in the Rough
2. Get Back
3. Would You Leave Now
4. Hey Jude

### Lato B
1. Oh Will (Who Made It Rain Last Night)
2. I Thought I Heard You Calling My Name
3. Ain't No Way
4. You Hung the Moon (Didn't You Waylon?)
5. Woman's Heart Is a Handy Place to Be
6. Oh Will (Reprise)